# Booker Pittman
Booker Pittman (* 3. Oktober 1909 in Fairmont Heights, Maryland; † 13. Oktober 1969 in São Paulo) war ein US-amerikanischer Jazzmusiker (Altsaxophon, Klarinette, Arrangement, auch Gesang).

## Leben und Wirken
Pittmans Mutter war Portia Pittman, eine Tochter von Booker T. Washington und Musiklehrerin, zu deren Schülern Jazzmusiker der 1920er-Jahre wie Sam Price und Budd Johnson gehörten. In der zweiten Hälfte dieses Jahrzehnts spielte Booker Pittman in Territory-Bands wie den Blue Moon Chasers und Gene Coy’s Happy Black Aces. Im folgenden Jahrzehnt gehörte er der Kansas-City-Jazzszene an und spielte in den Combos von Count Basie und bei Ralph Coopers Kongo Knights. Erste Aufnahmen entstanden 1931 mit Blanche Calloway. In den folgenden Jahren arbeitete er außerdem in der Band von Bennie Moten. 1933 tourte er in Europa mit Lucky Millinder; in Paris spielte er mit Freddy Johnson and His Harlemites.
1935 wurde Pittman von Romeu Silva angestellt und kam zusammen mit Claude Autin und Louie Cole nach Brasilien. Zunächst trat er im Urca-Kasino in Rio de Janeiro auf, dann in verschiedenen Nachtclubs und Clubs. Ende der 1930er-Jahre ging er nach Argentinien, wo er ein Jahrzehnt lang blieb. 1939/40 nahm er in Buenos Aires mehrere Titel auf. Nachdem er in anderen Berufen aktiv gewesen war, spielte er 1959 zwei Alben unter eigenem Namen für RCA Victor und Masterpiece ein. 1962 wurde er als Gast zum Washington International Jazz Festival und zum Newport Jazz Festival in die Vereinigten Staaten eingeladen. Weitere Aufnahmen entstanden in Brasilien mit seiner Stieftochter, der Sängerin Eliana Pittman. 1964 trat er im US-Fernsehen in der Tonight Show von Jack Paar auf. Im Bereich des Jazz war er laut Tom Lord zwischen 1931 und 1961 an 15 Aufnahmesessions beteiligt.
In São Paulo ist eine Straße nach ihm benannt. 1999 entstand anlässlich seines 30. Todestages der Kurzfilm Booker Pittman von Rodrigo Grota, der seine künstlerische Karriere erzählt.

## Diskographische Hinweise
- Booker Pittman + Sax-soprano = Sucesso (1959)
- Dick Farney & Booker Pittman: Jam Session Das Folhas (1961)
- Eliana & Booker Pittman: News from Brazil – Bossa Nova (Polydor, 1963)
- Eliana Pittman & Booker Pittman: Ao Vivo Na Boate Porão 73